# Севастопольська агломерація
Севастопольська агломерація — моноцентрична міська агломерація України з центром у місті Севастополь. Населення — 400 тис. чол.
Севастопольський регіон розташований в південно-західній частині Кримського півострова. На північному сході його землі межують з Бахчисарайським районом, а на південному сході — з ще однією адміністративною одиницею Автономної Республіки Крим: Великою Ялтою. Із заходу і півдня регіон омивається теплими водами Чорного моря. У межах регіону — понад 30 бухт. Географічне положення центру міста — 44'37" північної широти; 33'31" східної довготи. Місто, що розкинулося на берегах зручних і глибоководних бухт, займає велику двадцятикілометрового прибережну територію і розтягнувся на 50 км на північ від найпівденнішої точки України і Криму — мису Сарич. Протяжність із заходу на схід — 43 км. Протяжність берегової морської лінії — 152 км, сухопутного кордону — 106 км . Крайніми точками є: на півночі — мис Лукул, на півдні — мис Сарич, на заході — мис Херсонес, на сході — лісовий масив з горою Тез-Баїр на Ай-Петринської яйли.
Відстань від Севастополя до Києва — 1050 км, до Москви — 1500 км, до Ялти — 85 км, до Стамбула — 490 км, до Рима — 1700 км, до Марселя — 2100 км, Парижа — 2400 км, Лондона — 2800 км.
Загальна площа території міста становить 1079 км² — це більше території кожного з таких мегаполісів, як Нью-Йорк або Шанхай. Із загальної площі акваторії внутрішніх морських бухт займають 216 км².
Клімат на території Севастопольського регіону близький до субтропічного клімату Південного берега Криму — порівняно м'який, морський, помірно-континентальний у передгір'ях, помірно-континентальний з рисами субтропічного середземноморського типу на південно—східному узбережжі.
Сучасний Севастополь, заснований в 1783 році як база Чорноморського флоту Росії, давно переріс рамки військово—морської бази — сьогодні це найбільший незамерзаючий торговий, рибний порт, промисловий, науково-технічний, рекреаційний і культурно-історичний центр України.
До 1948 року Севастополь був містом обласного підпорядкування. 29 жовтня 1948 Указом Президії Верховної Ради РРФСР Севастополь виділений в самостійний адміністративно—господарський центр зі своїм власним бюджетом і віднесений до категорії місць республіканського підпорядкування. У зв'язку з передачею 19 лютого 1954 Кримської області в територіально-адміністративне підпорядкування УРСР, Севастополь залишився містом республіканського підпорядкування у складі України.
У 1991 році, після проголошення незалежності України, Севастополь став українським містом центрального підпорядкування. У березні 1995 року був виведений зі складу Кримської автономної республіки і оголошений містом центрального підпорядкування «з особливим статусом», що закріплено у прийнятій в червні 1996 року нової Конституції України. Параметри спеціального статусу міста повинні бути закріплені в законі України «Про статус міста-героя Севастополя», який знаходиться на розгляді в парламенті країни.
З1 грудня 1995 року Кабінетом Міністрів України було скасовано контрольований в'їзд в Севастополь. Місто стало відкритим для іноземного туризму і торгівлі.
Зараз на території міста базуються два флоти: Військово-морські Сили Збройних Сил України і Чорноморський Флот Російської Федерації.
Згідно з підписаним 31 травня 1997 договором між Україною і Росією, на його території на умовах оренди розміщується військово-морська база Чорноморського Флоту Російської Федерації. 21 квітня 2010 в Харкові Президент України Віктор Янукович і Президент Росії Дмитро Медведєв підписали Угоду між Україною та Російською Федерацією з питань перебування Чорноморського флоту РФ на території України, яким термін перебування Чорноморського флоту Росії продовжено після 2017 року на 25 років.
У лютому-березні 2014 р. Севастополь і навколишні населені пункти були окуповані російською армією, і ввійшли в склад Росії згідно невизнаного референдуму 16 березня.